# 索恩-卢瓦尔省
索恩-卢瓦尔省（法語：Saône-et-Loire，法語發音：[sonelwaʁ]）是法國勃艮第-弗朗什-孔泰大區所轄的省份。該省編號為71。
藏傳佛教寺院達香噶舉林之千佛殿坐落於該省欧坦区的拉布莱镇。